# Non-Non (série télévisée d’animation)
 (février 2024).
Si vous disposez d'ouvrages ou d'articles de référence ou si vous connaissez des sites web de qualité traitant du thème abordé ici, merci de compléter l'article en donnant les références utiles à sa vérifiabilité et en les liant à la section « Notes et références ».
 (janvier 2024).
La mise en forme du texte ne suit pas les recommandations de Wikipédia : il faut le « wikifier ».
Les points d'amélioration suivants sont les cas les plus fréquents. Le détail des points à revoir est peut-être précisé sur la page de discussion.
- Les titres sont pré-formatés par le logiciel. Ils ne sont ni en capitales, ni en gras.
- Le texte ne doit pas être écrit en capitales (les noms de famille non plus), ni en gras, ni en italique, ni en « petit »…
- Le gras n'est utilisé que pour surligner le titre de l'article dans l'introduction, une seule fois.
- L'italique est rarement utilisé : mots en langue étrangère, titres d'œuvres, noms de bateaux, etc.
- Les citations ne sont pas en italique mais en corps de texte normal. Elles sont entourées par des guillemets français : « et ».
- Les listes à puces sont à éviter, des paragraphes rédigés étant largement préférés. Les tableaux sont à réserver à la présentation de données structurées (résultats, etc.).
- Les appels de note de bas de page (petits chiffres en exposant, introduits par l'outil «  Source ») sont à placer entre la fin de phrase et le point final[comme ça].
- Les liens internes (vers d'autres articles de Wikipédia) sont à choisir avec parcimonie. Créez des liens vers des articles approfondissant le sujet. Les termes génériques sans rapport avec le sujet sont à éviter, ainsi que les répétitions de liens vers un même terme.
- Les liens externes sont à placer uniquement dans une section « Liens externes », à la fin de l'article. Ces liens sont à choisir avec parcimonie suivant les règles définies. Si un lien sert de source à l'article, son insertion dans le texte est à faire par les notes de bas de page.
- La présentation des références doit suivre les conventions bibliographiques. Il est recommandé d'utiliser les modèles {{Ouvrage}}, {{Chapitre}}, {{Article}}, {{Lien web}} et/ou {{Bibliographie}}. Le mode d'édition visuel peut mettre en forme automatiquement les références.
- Insérer une infobox (cadre d'informations à droite) n'est pas obligatoire pour parachever la mise en page.

Pour une aide détaillée, merci de consulter Aide:Wikification.
Si vous pensez que ces points ont été résolus, vous pouvez retirer ce bandeau et améliorer la mise en forme d'un autre article.
Non-Non est une série télévisée d'animation française pour enfants composée d'une saison de 52 épisodes d'une durée de 7 minutes chacun. Elle est diffusée et produit par Canal+ Kids et Piwi+, depuis le 3 septembre 2018 jusqu'au 1er mars 2019 et également produite par le studio Autour de minuit.
La série Non-Non est réalisée en animation 3D par le studio TeamTo Studio, donnant une fausse image d'un rendu visuel d'animation en pâte à modeler prise image par image (stop motion) comme les films Wallace et Gromit.

## Synopsis
Chaque matin, Non-Non, l'ornithorynque, se réveille avec une nouvelle idée passionnante qu'il est impatient de concrétiser. Cependant, il se retrouve souvent confronté à l'incertitude sur la manière de le faire.
Pour dissiper ses doutes, Non-Non se rend rapidement chez ses amis Magaïveur, Bio, Zoubi, Grouillette et Grocroc. Ces amis sont toujours prêts à participer à sa réalisation. Chacun est convaincu d'avoir la meilleure réponse, mais Non-Non, en tant qu'individu unique, cherche une solution qui lui soit véritablement adaptée.

## Fiche technique
- Titre : Non-Non
- Réalisation : Mathieu Auvray, Jean-Sébastien Vernerie et Martin Granica
- Musique : Laurent Blot
- Musique Générique : Polo & Pan / © Hamburger Records / EOS Publishing
- Production des animations : Canal+ Kids, Piwi+ et Autour de Minuit
- Société de distribution : Canal+ Kids et Piwi+
- Pays :  France
- Langue : Français
- Nombre d'épisodes : 52 (1 saisons)
- Durée : 7 minutes
- Date de première diffusion : 3 septembre 2018

## Personnages
Cette animation met en scène différents animaux anthropomorphes. Le personnage principale Non-Non est un ornithorynque et il est accompagné dans ses aventures par ses amis : le crabe Magaïver, la lapin Bio, la grenouille Zoubi, la tortue Grouillette et l'ours Grocroc.

## Distribution (voix françaises)
- Sébastien Pierre : Non-Non
- Sören Prévost : Magaïver
- Laurent Morteau : Bio
- Cindy Lemineur : Grouillette
- Kim Schwark : Zoubi
- Cédric Dumond :  Grocroc

## Épisodes
1. Non-Non veut faire du sport
2. Grocroc mal luné
3. Non-Non veut jouer d'un instrument
4. Non-Non refait sa déco
5. C'est quoi aujourd'hui ?
6. Non-Non a peur d'aller chez le becquiste
7. Sous-Bois les bains a un incroyable talent
8. Non-Non a faim
9. Non-Non et la glace à la carotte
10. Non-Non est allergique à un truc
11. Non-Non et la très très grande promenade
12. Magaïveur a disparu
13. Non-Non se déguise... mais en quoi ?
14. Non-Non et le crabe qui clignote
15. Non-Non, papa ou pas ?
16. Non-Non et le trop lourd secret
17. Ornithorynque cherche colocataire
18. Non-Non voit doudouble
19. SOS étoile de mer
20. Non-Non positive
21. Non-Non a peur de se faire mal
22. La lettre
23. Nuit dehors
24. Non-Non et les nounouilles
25. Trou le mémoire à la mare
26. A se pincer dessus
27. Non-Non a perdu un truc
28. Non-Non à la bourre
29. Non-Non et la mouche
30. Les ornithorynques ne savent pas danser
31. Non-Non veut faire un vœu
32. Sous-Bois vs Les-Bains
33. Non-Non est énervé
34. Le frigo hanté
35. Non-Non et l'enfer des collecs
36. Magnum crabe idéal
37. Non-Non garde Carottes
38. Tout seul à deux
39. Fusée en folie
40. Non-Non et la chaise collante
41. Non-Non et son slip fétiche
42. Non-Non et le bananocroustichou
43. Jamais sans Non-Non
44. Non-Non est incognito
45. Non-Non président
46. Non-Non dort chez les copains
47. Non-Non n'est pas du tout malade
48. Mensonge sur mensonge
49. La course de Sous-Bois-Les-Bains
50. Les pourquoi de Non-Non
51. Sous-Bois on ice
52. Quand Non-Non rencontre Magaiveur

## Courts-métrages
Non-Non fait l'objet de trois courts-métrages durant 26 minutes. Le premier courts-métrages Déluge à Sous-Bois-Les-Bains est sortie le 17 octobre 2018 au cinéma pour la lancée officiel de la série. Elle est accompagnée de deux autres épisodes de 7 minutes : « Non-Non et la glace à la carotte », « Grocroc Mal Luné » .
En 2019 sort Non-Non rétrécit et en 2022 Non-Non dans l'espace.